# سیانوکبالامین
سیانوکوبالامین (به انگلیسی: Cyanocobalamin) با فرمول شیمیایی C۶۳H۸۸CoN۱۴O۱۴P یک ترکیب شیمیایی با شناسه پاب‌کم ۱۶۲۱۲۸۰۱ است؛ که جرم مولی آن ۱۳۵۵٫۳۸ g/mol می‌باشد. شکل ظاهری این ترکیب، قرمز تیره جامد است.
سیانوکوبالامین نوعی ویتامین B12 مصنوعاً تولید شده‌است که از آن برای درمان کمبود ویتامین «B12» B
12 استفاده می‌شود.
این کمبود می‌تواند در اثر کم‌خونی حاد؛ به دنبال جراحی برداشتن بخشی از معده، با ایجاد شده در اثر انگل اوسا، یا به دلیل سرطان روده رخ دهد.
.این دارو برای درمان کمبود ویتامین B12 نسبت به هیدروکسی کوبالامین«هیدروکسوکبالامین» از برتری کمتری برخوردار است. سیانوکوبالامین از راه دهان، با تزریق ماهیچه‌ای یا به صورت اسپری بینی استفاده می‌شود.
سیانوکوبالامین به‌طور کلی به خوبی تحمل می‌شود. عوارض جانبی جزئی آن می‌تواند اسهال و خارش را شامل شود. عوارض جانبی جدی ممکن است شامل آنافیلاکسی، پتاسیم خون پایین و نارسایی قلبی باشد. استفاده از این دارو در افرادی که به کبالت حساسیت دارند یا به بیماری لبر دچارند توصیه نمی‌شود. ویتامین B
12 یک ماده مغذی اساسی است و این به این معنی‌است که نمی‌تواند توسط بدن ساخته شود اما برای زنده‌ماندن لازم است.